# Валичели (Авелино)
Валичели је насеље у Италији у округу Авелино, региону Кампанија.
Према процени из 2011. у насељу је живело 154 становника. Насеље се налази на надморској висини од 671 м.